# Heterogorgia flabellum
Heterogorgia flabellum är en korallart som först beskrevs av Peter Simon Pallas 1766.  Heterogorgia flabellum ingår i släktet Heterogorgia och familjen Plexauridae. Inga underarter finns listade i Catalogue of Life.